# 弗拉维奥·曼佐尼

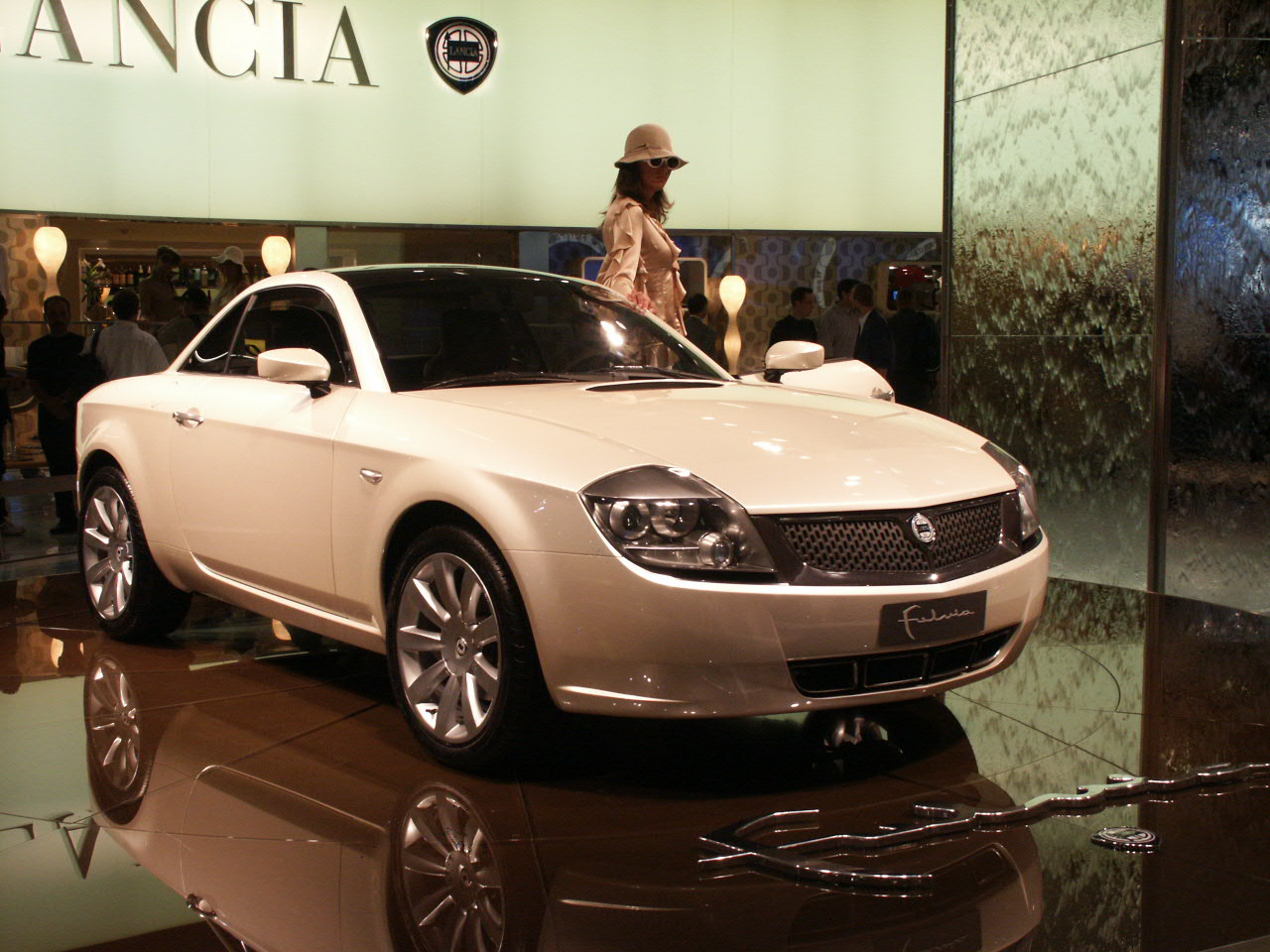
Lancia Fulvia Coupé Concept (2003)

弗拉维奥·曼佐尼（Flavio Manzoni，1965年1月7日出生于意大利撒丁岛努奥罗）是一名意大利建筑师，同时也是一名超级跑车和民用汽车的设计师，曾就职于法拉利、蓝旗亚、大众和西亚特等各大公司。
曼佐尼在佛罗伦萨大学修读建筑学，专门研究工业设计。1993年他加入蓝旗亚设计中心（Centro Stile Lancia），三年后他成为该品牌汽车内饰设计的负责人。他参加过各种各样的项目，例如蓝旗亚Dialogos概念车和玛莎拉蒂3200GT跑车。1999年他搬到了巴塞罗那，成为西亚特汽车内饰设计总监，从事量产车西亚特Altea和西亚特León以及概念车西亚特Salsa和西亚特Tango的内饰设计工作。
2001年曼佐尼又回到了蓝旗亚，并被任命为设计总监。他负责蓝旗亚Granturismo、Granturismo Stilnovo以及Fulvia Coupè Concept一序列概念车的设计，并在2003年法兰克福的车展上大获成功，他负责的量产车蓝旗亚Ypsilon和蓝旗亚Musa获得了2003年的“欧洲汽车设计奖”。
2004年他被任命为菲亚特、蓝旗亚和菲亚特LCV品牌的设计总监，开始菲亚特Grande Punto、新款菲亚特500以及菲亚特Fiorino/Qubo车型的设计工作。
2006年曼佐尼重返大众集团，被任命为大众创意设计总监。他在此设计了大众高尔夫6，并开创了斯柯达、布加迪和宾列一序列品牌的新前景。弗拉维奥·曼佐尼还缔造了大众Up、Space Up!Blue、e-Up!和BlueSport敞蓬车的概念车型。他和瓦尔特·德·席尔瓦(Walter de Silva)一起设计了大众最近一代的量产车。

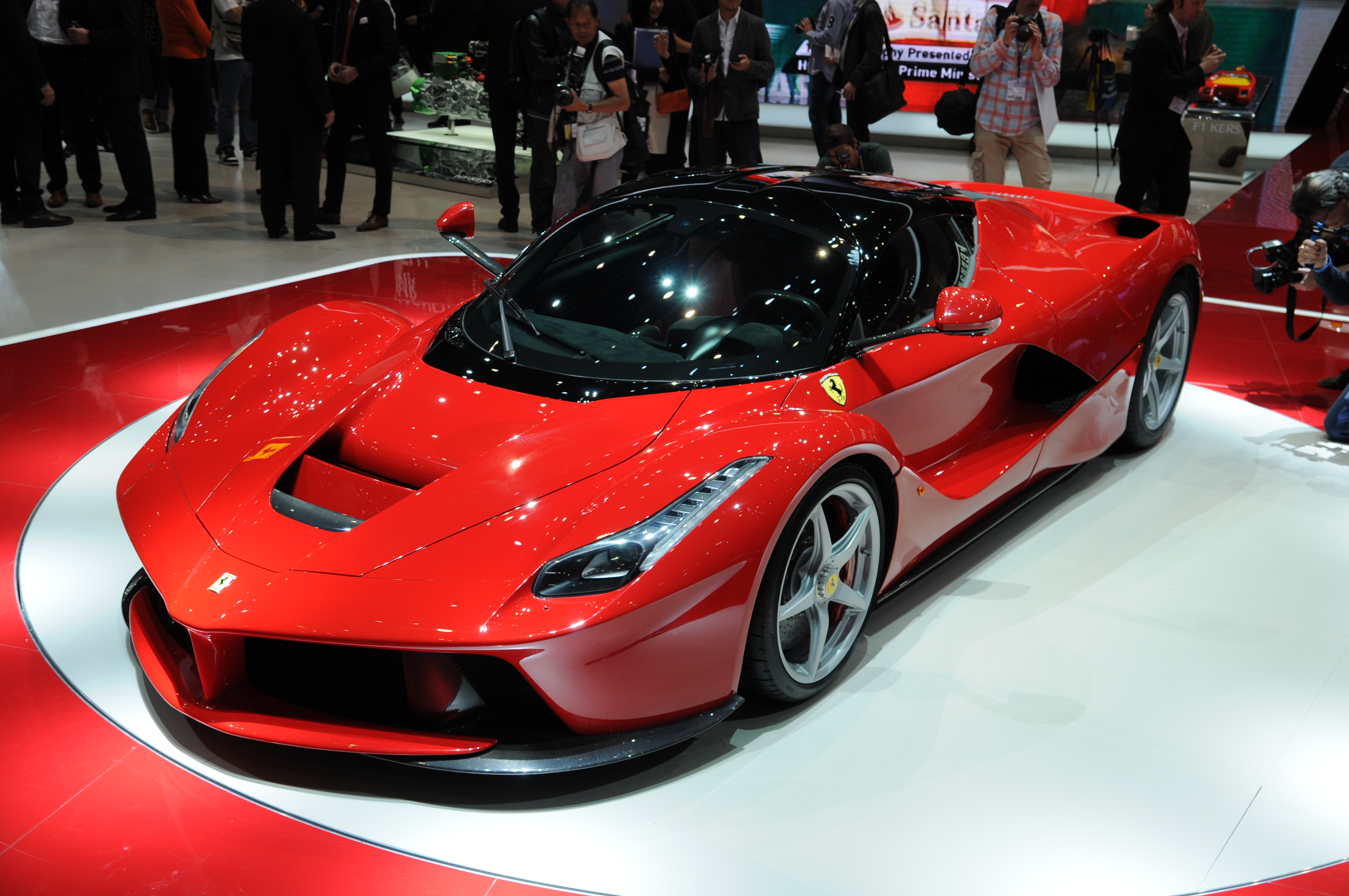
曼佐尼领导设计的LaFerrari

2010年1月曼佐尼被任命为法拉利设计部门的高级副总裁，负责打造意大利汽车品牌。作为设计总监，他领导造型设计中心团队开发了法拉利FF和LaFerrari的概念车型，之后他在巴黎车展上亮相了敞蓬车法拉利SA Aperta，并于2012年在日内瓦车展上秀出法拉利F12 Berlinetta新车。曼佐尼在2011年的时候已经被收录到位于意大利都灵国家汽车博物馆的汽车设计名人堂当中。
2014年5月他因设计了法拉利F12 Berlinetta而获得了金罗盘（Compasso d'Oro （页面存档备份，存于））这一最悠久、最知名的工业设计奖项。2014年12月FXXK成为阿布扎比亚斯玛瑞娜赛道上最强劲的法拉利车型。虽然该车部分基于在马拉内罗生产的LaFerrari第一批混合动力车型，但是实际上FXXK是一款全新的赛车。
缘于曼佐尼对法拉利造型设计中心领导，2015年3月法拉利的三款汽车——FXXK、California T和LaFerrari——荣获了世界知名设计竞赛大奖——红点奖。
2016年他的Ferrari 488车型获得了红点产品设计最佳奖。